# 贝特蒂亚
贝特蒂亚（Bettiah），是印度比哈尔邦Pashchim Champaran县的一个城镇。总人口116692（2001年）。

## 人口
该地2001年总人口116692人，其中男性61803人，女性54889人；0—6岁人口19265人，其中男10033人，女9232人；识字率64.51%，其中男性为70.74%，女性为57.50%。